# (7102) Neilbone
(7102) Neilbone ist ein Asteroid des Hauptgürtels, der am 12. Juli 1936 vom südafrikanischen Astronomen Cyril V. Jackson in Johannesburg entdeckt wurde.
Der Asteroid wurde am 9. Februar 2009 nach dem schottischen Beobachter und Buchautoren Neil Bone benannt.